# 桑菲爾德路
桑菲爾德路（英語：Sandfield Road）是英國牛津黑丁頓郊區的一條街道。1953至1968年間，J·R·R·托爾金住在該街的76號。

## 著名居民
迹象文学社成員、《魔戒》作者J·R·R·托爾金是歷史上桑菲爾德路最為著名的居民，他在1953年偕同妻子伊迪絲搬進桑菲爾德路76號:190。《魔戒》三部曲皆是托爾金於桑菲爾德路居住期間出版的，當《魔戒》成名後，托爾金夫妻為避開那些熱情的書迷，於是在1968年從桑菲爾德路搬離。現今的桑菲爾德路76號有著標明托爾金曾居住在此的銘文。
另名迹象文学社成員雨果·戴森也曾住在桑菲爾德路的32號，直到1975年去世為止。